# Pinus oocarpa
Pinus oocarpa (сосна яйцеплідна) — вид роду сосна родини соснових.

## Поширення
Поширення: Сальвадор; Гватемала; Гондурас; Мексика; Нікарагуа. Цей вид розповсюджений з пн-зх. до пд-сх. на відстані бл. 3000 км і, отже, знаходиться в дуже різних умовах. Це виражається в його діапазоні висот, від (200) 500 до 2,300 (-2.700) м над рівнем моря, і в зміні річної кількості опадів, від 700 до 3,000 мм.

## Опис

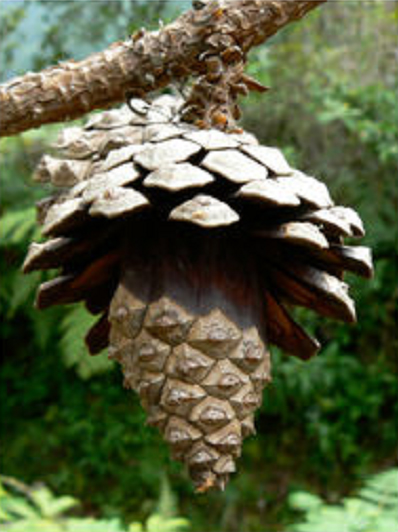
Шишка

Це вічнозелені, від 30 до 35 метрів заввишки дерева. Стовбур прямий і досягає діаметра на висоті грудей від 100 до 130 сантиметрів. Кора товста, груба, пластинчаста, від темно-коричневого до сіро-коричневого кольору. Молоді пагони червонувато-коричневі, грубі, голі й лускаті. Голки жовтувато-зелені, ростуть по 4-5 в до 25 см у довжину. Пилкові шишечки від рожевого до червонуватого кольору, довгасто-циліндричні, від 1,5 до 2 см у довжину з діаметром 5-6 мм. Зрілі шишки від широкояйцевидих до майже кулястих, коли відкриті часто ширші, ніж у довжину; довжина 3-8, рідко до 10 см, діаметр 3-9 рідко 12 сантиметрів. Насіння яйцеподібне, злегка сплюснуте, довжиною 4-8 мм, від 3 до 4,5 міліметрів завширшки, чорнувато-сіре.

## Використання
Є важливим джерелом деревини в Гондурасі і Центральній Америці. P. oocarpa був введений для комерційного виробництва деревини і для целюлозно-паперової промисловості у: Еквадор, Кенію, Замбію, Колумбію, Болівію, Квінсленд (Австралія), Бразилію та Південну Африку.

## Загрози та охорона
Загрозами є пожежі, навали соснового короїда, Dendroctonus mexicanus, вирубка для господарських цілей. Цей вид зустрічається в кількох охоронних територіях в своєму діапазоні поширення.